# Лаодікея
Лаодіке́я (байдужість, толерантність) (грец. Λαοδίκεια) — античне місто в Туреччині поблизу селища Ескіхісар за 6 км на схід області Денізлі. Було побудоване у III ст. до н. е. царем Селевкідів Антіохом II на місці старого міста Діополіс (διο — променистий, божественний; πολισ — місто). Назву місто отримало на честь дружини царя Лаодіки.
У I ст. до н. е. Лаодікея переходить під контроль Риму. Отримала статус статус вільного, тобто самоврядного міста. Мала право на карбування власних монет.
Лаодікея знаходилася на важливому торговельному шляху і процвітання міста було обумовлено торгівлею. Завдяки цьому, коли в 60 році її зруйнував землетрус, місцеві жителі відмовилися від допомоги імперії і відбудували місто за власний рахунок. Вони звели його в величному стилі: найвидатніші громадяни спонсорували будівництво театрів, лазень, храмів, стадіону і безлічі інших громадських будівель, а також прикрасу міста творами мистецтва.
У період початкового поширення християнства в Лаодікеї була заснована одна з «Семи церков» Анатолії, про яку згадується в Апокаліпсисі (Отк.3:14) і в Посланнях апостола Павла (Кол.4:12).
Після розпаду Римської імперії місто перебувало під владою Візантії.
У 1097 місто було захоплене турками. Згодом було зруйноване в результаті безперервних війн між турками і Візантією та землетрусів і покинуте жителями.
В даний час існують руїни Лаодікеї.
Місто Денізлі було засноване вихідцями з Лаодікеї.